# Georgina Rizk
Georgina Rizk (Beirute, 23 de julho de 1953) é uma rainha da beleza libanesa, eleita Miss Universo 1971, em Miami Beach, Estados Unidos, em 24 de julho daquele ano, a primeira miss do Oriente Médio e única de seu país a conseguir tal feito. 

## Início da carreira
Nascida numa família cristã de Beirute, filha de pai libanês e mãe húngara, Georgina começou sua carreira de modelo aos 14 anos, quando foi descoberta por Andrée Lavidiotti, um modelo e produtor. O produtor enxergou um grande potencial na então adolescente e a colocou no mundo dos concursos de beleza. "Beleza é disciplina", disse. Georgina se submeteu a uma dieta rigorosa e aulas de postura e de dança, maquiagem e passarela, para poder participar de certames locais e de desfiles de moda. Em pouco tempo ela já estava trabalhando como modelo profissional no pequeno e limitado mercado de moda de Beirute. Em 1970, inscreveu-se num concurso local de beleza, 'Miss Television', e venceu; em seguida foi eleita Miss Líbano e participou em novembro do Miss Mundo, em Londres, sem contudo conseguir classificação. O título ainda lhe daria o direito de representar o país no Miss Universo, no ano seguinte, onde o resultado seria diferente.

## Miss Universo
Pouco antes de viajar para Miami, uma cartomante lhe disse que ela viajaria para uma terra distante e teria fama e fortuna. Em Miami, como ela já havia competido no Miss Mundo do ano anterior sem conseguir destaque, a princípio Rizk passou despercebida pela imprensa local. Porém, após um desfile de maiô estarrecedor e um desfile em traje de noite memorável, em que usou um top revelador e decotado, barriga de fora e calças compridas justas no estilo odalisca que moldavam o corpo, cheios de bordados em estilo árabe, quebrando todos os padrões até então do concurso, ela começou a ser considerada como uma das favoritas.
No final, terminando entre o Top 5 com Austrália, Finlândia, Porto Rico e Eliane Guimarães, a Miss Brasil daquele ano, Georgina foi coroada a primeira Miss Universo libanesa, árabe e representante do Oriente Médio.
Sua eleição, descrita por observadores como "se os árabes tivessem voltado novamente aos portões de Viena", a princípio e ironicamente, causou certo constrangimento a setores de seu próprio país, depois que entrevistada em Miami ela se declarou favorável ao amor livre, conceito sexual comportamental em voga na época. No conservador país árabe, suas declarações criaram grande controvérsia nos meios de comunicações e religiosos. Mas, a miss de olhos cor de avelã, magra e alta, rapidamente os conquistou. Primeiro e ainda nos EUA, começou a falar positivamente do Líbano para o resto do mundo. Depois, em pessoa em seu regresso ao país na primeira visita oficial, apesar das sobrancelhas se elevarem com seus comentários sobre sexo, sobre Richard Nixon e grande desinteresse demonstrado por assuntos política e socialmente relevantes, seus críticos acabaram capitulando diante daquela bela figura árabe de medidas perfeitas, radiante personalidade, paciência impressionante e resistência surpreendente. Sua estadia de uma semana em Beirute, que poderia quebrar e energia de um estivador, foi feita entre encontros com o presidente, desfiles em carreatas públicas entre batedores de motocicletas, jantares com ministros e autoridades, aparição em boates, festivais de música, eventos esportivos e infinitas fotografias para todo tipo de revistas e jornais, sem nunca perder a têmpera ou o sorriso constante por um momento.
A sempre conturbada política no Oriente Médio entre Israel e seus vizinhos árabes, fez com que nunca antes uma vencedora do MU tivesse um sistema de segurança tão grande em sua volta durante seus compromisso internacionais como ela no ano de seu reinado, em que visitou diversos países do mundo. Mas mesmo assim, Georgina cumpriu com perfeição seu deveres no cargo. Numa dessas turnês pelo mundo, esteve por vários dias no Brasil, onde visitou várias cidades brasileiras em companhia de algumas finalistas do MU e chegou a desfilar na FENIT.
Georgina Rizk foi a primeira e até hoje a única Miss Universo que, estando normalmente na função, nunca coroou sua sucessora. Em 1972, pela primeira vez o concurso se realizou fora dos Estados Unidos, em Dorado, Porto Rico. Sua presença foi impedida por seu governo, temeroso de um ataque terrorista contra ela. Esse receio foi causado por um atentado terrorista ocorrido dois meses antes em frente ao hotel em que se hospedava no país a Miss EUA, Tanya Wilson. Além disso, um grupo de terroristas japoneses contratados e treinados por árabes, realizou um ataque ao Aeroporto Internacional de Tel Aviv, em Israel, que causou a morte de 22 turistas porto-riquenhos, pouco tempo antes do concurso. Neste ano, o Líbano também não enviou representante ao concurso.

## Vida posterior
Celebridade em seu país, homenageada com o lançamento de selos postais pelo governo, Rizk teve um início de carreira no cinema, fazendo três filmes locais, que abandonou pouco tempo depois. Viúva do primeiro casamento, com Ali Hassan Salameh, um terrorista árabe ligado à organização Setembro Negro, assassinado pelo Mossad em 1979 quando ela estava grávida de seis meses, casou-se novamente e constituiu nova família com o músico libanês Walid Toufic, com quem tem dois filhos e vive entre o Cairo e Beirute.